# Gmina Biesiekierz
Die Gmina Biesiekierz (Gemeinde Biziker) ist eine Landgemeinde in der Woiwodschaft Westpommern in Polen. Sie gehört zum Powiat Koszaliński (Kösliner Kreis). Der Verwaltungssitz befindet sich in Biesiekierz (Biziker).

## Allgemeines
Die Gemeinde umfasst eine Fläche von 116,87 km². Bei 114 Gemeinden der Woiwodschaft Westpommern steht sie flächenmäßig an 88. Stelle, einwohnermäßig an 73. Stelle. Die Gemeindefläche macht 7 % der Fläche des Powiat Koszaliński aus.
Alle Orte der Gemeinde haben die einheitliche Postleitzahl 76-039.

## Gemeindegliederung
Zur Gemeinde gehören 12 Schulzenämter, von denen einige weitere kleinere Orte einschließen:
- Biesiekierz (Biziker), mit Rutkowo
- Cieszyn (Tessin)
- Gniazdowo (Plümenhagen), mit Starki und Witolubie (Knisterkathen)
- Kotłowo (Kothlow)
- Kraśnik Koszaliński (Kratzig), mit Nosowo (Nassow)
- Laski Koszalińskie (Latzig)
- Nowe Bielice (Neu Belz)
- Parnowo (Parnow), mit Parnówko
- Parsowo (Parsow)
- Stare Bielice (Alt Belz), mit Tatów
- Świemino (Schwemmin), mit Świeminko
- Warnino (Warnin)